# Beuthener SuSV 09
Der Beuthener SuSV 09 (Beuthener Spiel- und Sportverein e. V. 1909) war ein deutscher Sportverein aus dem oberschlesischen Beuthen.

## Geschichte

### Anfänge bis 1914

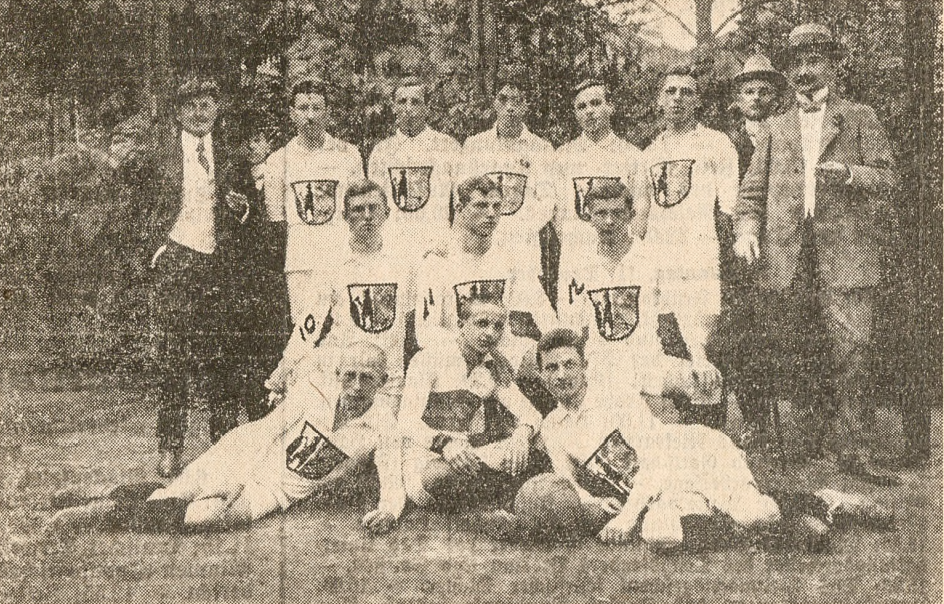
Mannschaft von „Britannia“ im Jahre 1911

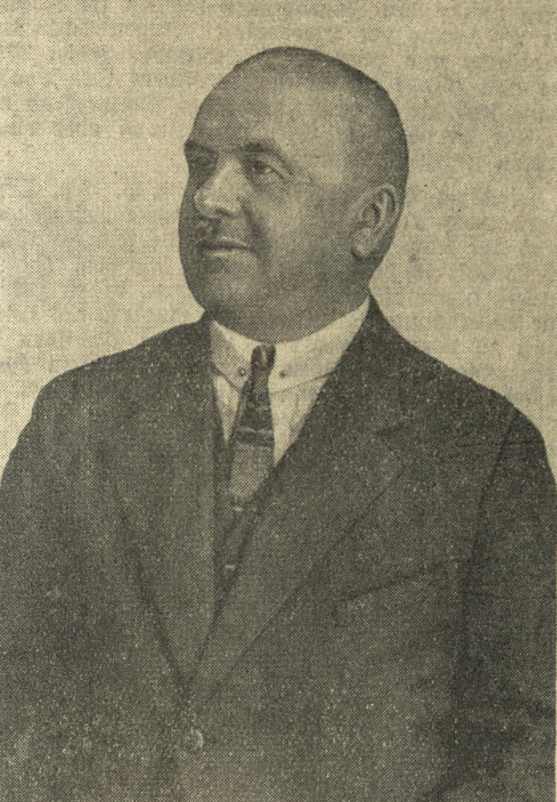
Heinrich Martin (1874–1933), war 1. Vorsitzender des Oberschlesischen Fußballverbandes von 1931 bis 1933 und langjährigen Vorsitzenden und Ehrenvorsitzenden von Beuthen 09.

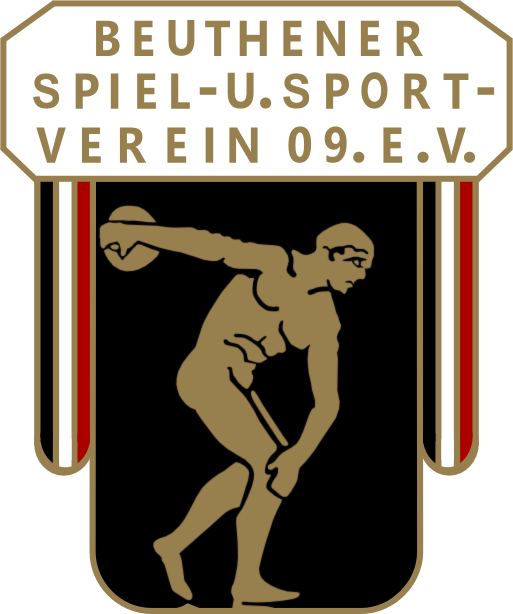
Altes Logo des Beuthener SuSV 09.

In jener Zeit bestanden im benachbarten Kattowitz bereits die Fußballclubs Preußen, Diana und Germania. Ein Mitglied des Fußballclubs Diana, welches in Beuthen wohnte, war unvergeßlicher Oskar Taube (genannt Orsi). Taube fing nun an, seine Fußballschäflein in Beuthen um sich zu sammeln. So entstand ein sogenannter Schüler-Fußballclubs und aus diesem heraus am 15. Juni 1909 der Fußballclub Britannia.
Zum ersten Vorsitzenden Vereins wurde Herr Erich Grützner gewählt. Das Vereinslokal, als Sammelpunkt der damaligen Sportwelt, befand sich bei der „Tante Anna“, der Mutter des späteren langjährigen und bekannten Linksaußen Walter Dünnebier, auf der Tarnowitzer Straße.
FC Britannia Beuthen nannte sich der Verein, der am 15. Juni 1909 aus der Taufe gehoben wurde und damit als ältester Beuthener Verein offiziell anzusprechen ist. Berührt einen die Bezeichnung vielleicht etwas eigenartig, so ist zu bedenken, dass im jenen vergangenen Tagen der englische Fußball als Vorbild und Lehrmeister galt (wie es ja auch heute noch ist), und dass man stolz darauf war, gerade den Namen „Britannia“ in den schon damals gelb-weißen Farben führen zu dürfen. Zwar gab es in dieser Zeit noch einen anderen starken Beuthener Verein, den Sport-Club Beuthen, doch ist es anhand der Chronik kaum festzustellen, ob dessen Gründung vor dem von Britannia liegt – dafür jedoch entspann sich eine Kette von Rivalenkämpfen zwischen diesen beiden Vereinen. Das Jahr 1911 brachte dann einen wesentlichen Schritt des neuen Vereinsvorsitzenden Martin, der durch die Zusammenschmelzung der beiden Gegner einen neuen Großverein, den Beuthener Spiel- und Sportverein 1909, schuf. Hatte man früher auf allen nur irgendwie freien Plätzen in Beuthen Fußball gespielt, so z. B. auf der Promenade, hinter der früheren Wandelhalle, hinter dem Schlachthof, in der heutigen Polizeiunterkunst, so schenkte Martin seinem Verein einen neuen Sportplatz an der Hohenzollerngrube. 1913/14 wurde Beuthen 09 zum ersten Male oberschlesischer Bezirksmeister (die Annalen berichten schon damals von mehreren tausend Zuschauern), nun ging es zum Spiel gegen die damals auf der Höhe ihres Ruhmes befindlichen Breslauer Sportfreunde, die im Südpark den Gelb-Weißen eine bittere Abfuhr erteilen. Die Beuthener Elf war zu jung der älteste Spieler zählte kaum 25 Lenze. Noch heute ist uns mancher Name aus jenen Tagen geläufig, denken wir an den Stürmer Otto, den Mann mit dem Bombenschuss, an den Torwart Eidam, den wir noch nach dem Weltkriege zwischen den Pfosten arbeiten sahen. Der Weltkrieg (1914–1918) brachte eine Unterbrechung.

### 1918 bis 1933

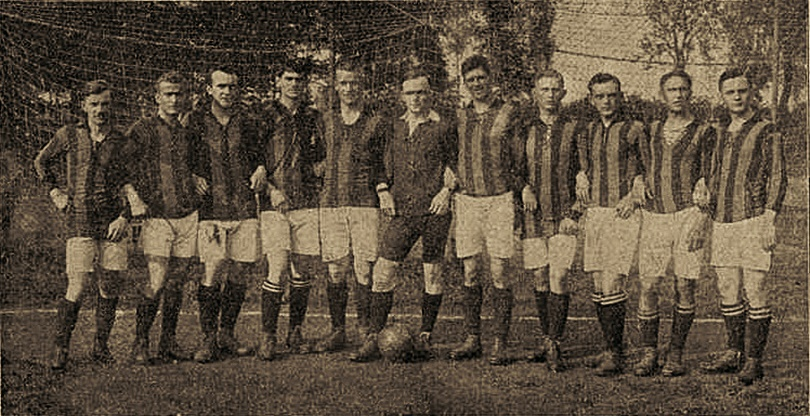
Oberschlesische Bezirksmeister 1920

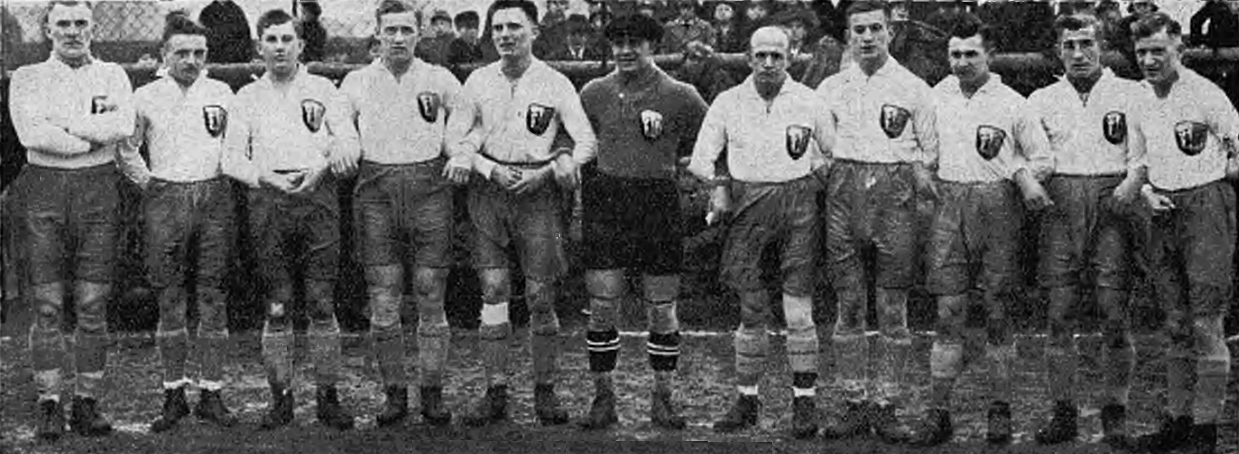
Fußballmannschaft des Beuthener SuSV 09, die im Jahr 1930 südostdeutscher Meister wurde.

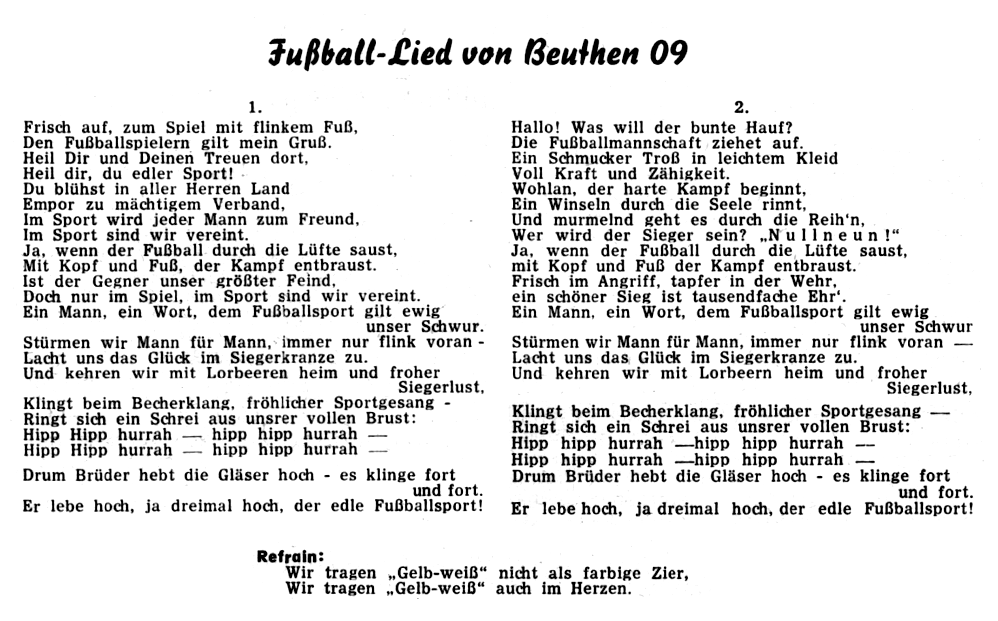
Fußball-Lied von Beuthen 09. Gewidmet zur frdl. Erinnerung an das Fußballspiel Beuthen 09 gegen Vienna Wien in Beuthen OS. am Sportplatz an der Heinitzgrube, im Jahre 1923.

In den Jahren 1918/19 begann jedoch eine Entwicklung des Sportes, wie sie bis dahin kaum zu ahnen war. Beuthen zählte vor dem Kriege neun Vereine, nun kamen sechzehn neugegründete dazu, wieder griff das Schicksal ein, es begannen Oberschlesiens schwerste Tage, die Abstimmungszeit, die Polenaufstände, die Abtrennung Ost-Oberschlesiens. Der Gau Beuthen erlitt hier schwerste Verluste, verblieben doch zunächst nur acht Vereine. Wieder ging es zurück, als 1923 die Inflation mit ihrem Fieberwahn durch das Land geisterte, mancher Verein löste sich auf, die Spieler traten zu anderen Vereinen über, die damit eine größere Spielstärke erreichten. In dieser Zeit machten besonders drei Vereine im Gau Beuthen von sich reden. Es sind dies Beuthen 09, Wacker und der VfB 1918 Beuthen.
Vereinsführer Martin trat 1923 zurück, nachdem er sein letztes großes Werk, die Platzanlage an der Heinitzgrube, anlegte und erweiterte. In schwerster Krisenzeit für Beuthen 09 ergriff ein Mann das Steuer, dessen Name unauslöschlich in die Geschichte des Beuthener Fußballsportes eingetragen sein und bleiben wird: Oskar Wylezol, ein Mann, dessen Tatkraft nicht nur jeder Nullneuner kennt. Diese Zeit brachte in Beuthen manchen großen Kampf. Erinnern wir uns noch an den unvergesslichen Endkampf zwischen 09 und Wacker, der nach 2,5 Stunden Dauer nur durch einen Elfmeter zugunsten 09s entschieden wurde. Und hier müssen wir unser Interesse einem Verein ganz zuwenden, es ist Beuthen 09, der ab 1919 fünfmal Oberschlesischer Bezirksmeister wurde; ab 1928 war 09 stets als zweiter oberschlesischer Vertreter an den südostdeutschen Endspielen beteiligt, 1929/30 gelang der große Wurf. Im Vorjahre hatten die Hindenburger Preußen zum ersten Male den Titel nach Oberschlesien geholt, dann gab Beuthen 09 den Titel bis 1933 nicht ab. Ein Ereignis wäre an dieser Stelle nachzuholen, das von Bedeutung für den Gau Beuthen wurde: 1926 vereinigte sich Wacker mit dem Beuthener Sportclub zum BSC Wacker, später traten die Brüder Strewitzek zu Beuthen 09 über. Wir wollen noch einmal die Mannen nennen, die 1929/30 die erste südostdeutsche Meisterschaft nach Beuthen holten: Erwin Palluschinski, Theo Strewitzek, Alois Pryssok, Büttner II, Walter Rösinger, Georg Pruschowski, Johann Kurpanek, Hubert Pogoda, Paul Urbanski, Robert Nowak, Richard Malik, Paul Malik, Franielczyk, Vereinsführer Wylezol und Sportwart Hans Becher betreuten die Elf.
Weiter rollt die Zeit. Große Mannschaften erscheinen in Beuthen. Wylezol versteht es, durch kaufmännischen Geist Abschlüsse mit Mannschaften zu treffen, die man auch in kühnsten Träumen nicht geahnt hätte. Der Sportplatz an der Heinitzgrube bekommt einen fast internationalen Ruf, nicht nur die deutsche Spitzenklasse erscheint, sondern Gäste aus Polen, Österreich, Ungarn, Frankreich, Türkei, ja selbst aus Spanien fehlen nicht. 1923 wurde Real Madrid in einem Freundschaftsspiel mit 2:1 bezwungen.
Bei der deutschen Meisterschaft 1930 verlor man im Achtelfinale mit 2:3 gegen den Hertha BSC im Poststadion in Berlin. Selbst die Berliner Presse war voll des Lobes über Peter Strewitzek, dessen tollkühne Paraden und katzenartige Gewandtheit begeisterten, war entzückt von der Technik eines Pruschowski. In den beiden Folgejahren scheiterte Beuthen 09 jeweils im Achtelfinale, 1931 am Hamburger SV (0:2) und 1932 am PSV Chemnitz (1:5). Erst 1933 konnte schließlich das Achtelfinale überstanden werden, was vor allem dem Losglück zuzuschreiben war. So kam mit der SV Prussia-Samland Königsberg ein klar schwächerer Gegner an die Heinitzgrube, der dann auch deutlich mit 7:1 bezwungen wurde. Im Viertelfinale bekamen es die Weiß-Gelben mit dem TSV 1860 München zu tun. Hier war man klar überfordert und verlor deutlich mit 0:3.
Beuthens Ruf wuchs. Zum ersten Male übernahm ein Österreicher das Training der Elf: Wieser. Auch diesem Manne gebührt ein unvergesslicher Dank, brachte er doch die Spielweise zur Verfeinerung und hoher Kultur, wie wir es in Schlesien bis dahin kaum kanntes. In dieser Zeit erreichte ein 09er den Höhepunkt des sportlichen Ruhmes.

### 1933 bis 1945 – Gau- und Bezirksliga

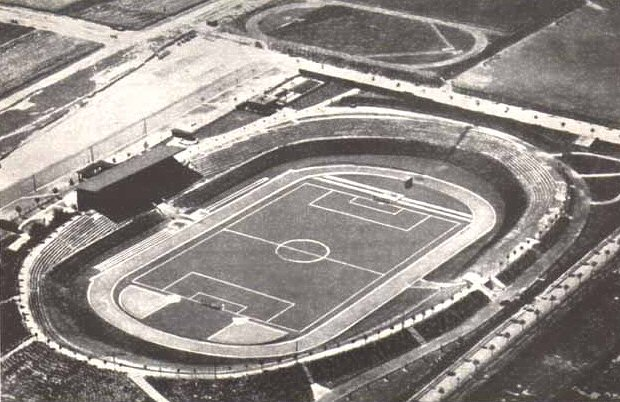
Das Stadion Beuthen – Hindenburg-Kampfbahn

Nach der Machtübernahme ernannten die Nationalsozialisten das SA-Mitglied Hans von Tschammer und Osten 1933 zum Reichskommissar für Turnen und Sport und kurz darauf zum Reichssportführer. Im Zuge der Gleichschaltung löste dieser im Mai 1933 den Deutschen Reichsausschuss für Leibesübungen auf und richtete 15 Fachressorts ein, darunter ein Fachamt Fußball. Alle Vereine gaben sich gleichzeitig eine Einheits-Satzung, führten das Führerprinzip ein und schlossen jüdische Mitglieder aus. Die neuen Machthaber änderten das Ligasystem im deutschen Fußball und führten 16 Gauligen ein, welche die höchste deutsche Spielklasse darstellten.
Noch zwei weitere Male konnte sich Beuthen 09 für die Endrunde qualifizieren, scheiterte jedoch sowohl 1934 als auch 1937 bereits in der Gruppenphase.
Im Jahre 1941 war Beuthen 09 Mitgründer der Gauliga Oberschlesien. In der Spielzeit 1943/44 konnten sie das spielerische Niveau nicht mehr halten und stiegen als Letzter ab.
Aus der Stadt Beuthen wurde nach dem Zweiten Weltkrieg 1945 das polnische Bytom, weshalb Beuthen 09 aufgelöst wurde. Stattdessen gründeten sich in Bytom mit Polonia Bytom und Szombierki Bytom neue Fußballvereine, die jedoch keine Nachfolger von Beuthen 09 sind.
Durch die Fusion von Max Bayern Bytom und Górny Śląsk Bytom wurde am 26. März 2009 der Verein Beuthen 09 neugegründet, der das historische Embleme des 1945 aufgelösten deutschen Vereins verwendet.

### Die Mannschaft

#### Kader 1936/37
| Nat.        | Spieler          | Geboren am         | Im Verein seit |
| Tor         |                  |                    |                |
| Deutschland | Johann Kurpanek  | 12. Juli 1909      | 1929           |
| Abwehr      |                  |                    |                |
| Deutschland | Richard Brychcy  | 30. März 1912      | 1936           |
| Deutschland | Heinrich Jesella |                    | 1933           |
| Deutschland | Otto Matzek      | 1908               | 1932           |
| Mittelfeld  |                  |                    |                |
| Deutschland | Alfred Beimel    | 1909               | 1932           |
| Deutschland | Johann Nowak     | 4. Juli 1912       | 1932           |
| Deutschland | Max Przybilla    | 20. März 1909      | 1932           |
| Deutschland | Wilhelm Suchon   | 29. August 1915    | 1936           |
| Angriff     |                  |                    |                |
| Deutschland | Paul Dlugosch    | 1917               | 1936           |
| Deutschland | Rudolf Grzeschik | 1917               | 1936           |
| Deutschland | Hubert Hassa     | 24. Juli 1913      | 1936           |
| Deutschland | Georg Kokott     | 26. Dezember 1914  | 1932           |
| Deutschland | Luhasczyk        |                    | 1936           |
| Deutschland | Richard Malik    | 19. Dezember 1909  | 1918           |
| Deutschland | Karl Przybilla   | 3. Oktober 1911    | 1936           |
| Deutschland | Hans Wratzlawek  | 13. September 1913 | 1932           |

## Erfolge
- Viertelfinale in der Endrunde zur deutschen Meisterschaft: 1933
- 6 × Teilnahme an der Endrunde um die deutsche Meisterschaft: 1930, 1931, 1932, 1933, 1934, 1937
- 2 × Meister Gau Schlesien: 1934, 1937
- 4 × Südostdeutscher Meister: 1930, 1931, 1932, 1933
- 1 × Südostdeutscher Vizemeister: 1923
- 6 × Oberschlesischer Meister: 1914, 1920, 1921, 1923, 1925, 1929

## Saisonbilanzen
| Saison    | Spielklasse                         | Level | Platz                              | Tore                               | Punkte                             |
| --------- | ----------------------------------- | ----- | ---------------------------------- | ---------------------------------- | ---------------------------------- |
| 1909/10   | Gauliga Beuthen                     | I     | 1.                                 | —                                  | —                                  |
| 1909/10   | Endrunde Oberschlesien              |       | Finale                             | Finale                             | Finale                             |
| 1910/11   | Gauliga Beuthen                     | I     | 2.                                 | 04:00                              | 02:00                              |
| 1911/12   | Bezirksliga Oberschlesien           | I     | 5.                                 | 04:13                              | 00:40                              |
| 1912/13   | Bezirksliga Oberschlesien           | I     | 2.                                 | 22:16                              | 12:40                              |
| 1913/14   | Gauliga Beuthen                     | I     | 1.                                 | 43:50                              | 20:00                              |
| 1913/14   | Endrunde Oberschlesien              |       | Sieger                             | Sieger                             | Sieger                             |
| 1913/14   | Endrunde SOFV                       |       | Vorrunde                           | Vorrunde                           | Vorrunde                           |
| 1919/20   | Gauliga Beuthen                     | I     | 1.                                 | —                                  | —                                  |
| 1919/20   | Endrunde Oberschlesien              |       | Sieger                             | Sieger                             | Sieger                             |
| 1919/20   | Endrunde SOFV                       |       | Vorrunde                           | Vorrunde                           | Vorrunde                           |
| 1920/21   | Gauliga Beuthen                     | I     | 1.                                 | —                                  | —                                  |
| 1920/21   | A-Klasse Oberschlesien              | I     | 1.                                 | 14:80                              | 06:20                              |
| 1920/21   | Endrunde SOFV                       |       | Vorrunde                           | Vorrunde                           | Vorrunde                           |
| 1921/22   | Gauliga Beuthen                     | I     | 2.                                 | 18:90                              | 11:50                              |
| 1922/23   | Gauliga Beuthen Ost                 | I     | 1.                                 | 24:15                              | 18:20                              |
| 1922/23   | Endrunde Oberschlesien              |       | 1.                                 | 31:20                              | 08:00                              |
| 1922/23   | Endrunde SOFV                       |       | 2.                                 | 10:11                              | 06:20                              |
| 1923/24   | Gauliga Beuthen                     | I     | 1.                                 | 44:80                              | 18:20                              |
| 1923/24   | Endrunde Oberschlesien              |       | 2.                                 | 11:80                              | 05:30                              |
| 1924/25   | Gauliga Beuthen                     | I     | 1.                                 | 43:50                              | 18:20                              |
| 1924/25   | Endrunde Oberschlesien              |       | 1.                                 | 15:20                              | 08:00                              |
| 1924/25   | Endrunde SOFV                       |       | 4.                                 | 10:80                              | 06:40                              |
| 1925/26   | Bezirksliga Oberschlesien Gr. I     | I     | 1.                                 | 97:17                              | 27:10                              |
| 1925/26   | Finale Oberschlesien                |       | Niederlage gegen VfB 1910 Gleiwitz | Niederlage gegen VfB 1910 Gleiwitz | Niederlage gegen VfB 1910 Gleiwitz |
| 1926/27   | Bezirksliga Oberschlesien           | I     | 2.                                 | 40:23                              | 19:90                              |
| 192/28    | Bezirksliga Oberschlesien           | I     | 2.                                 | 53:20                              | 22:60                              |
| 1928/29   | Bezirksliga Oberschlesien           | I     | 1.                                 | 55:13                              | 24:40                              |
| 1928/29   | Endrunde SOFV                       |       | 4.                                 | 17:20                              | 06:80                              |
| 1929/30   | Bezirksliga Oberschlesien           | I     | 2.                                 | 52:22                              | 21:70                              |
| 1929/30   | Endrunde SOFV                       |       | 1.                                 | 35:90                              | 16:40                              |
| 1929/30   | DM 1929/30                          |       | Achtelfinale                       | Achtelfinale                       | Achtelfinale                       |
| 1930/31   | Bezirksliga Oberschlesien           | I     | 2.                                 | 67:32                              | 20:80                              |
| 1930/31   | Endrunde SOFV                       |       | 1.                                 | 27:13                              | 12:60                              |
| 1930/31   | DM 1930/31                          |       | Achtelfinale                       | Achtelfinale                       | Achtelfinale                       |
| 1931/32   | A-Klasse Oberschlesien              | I     | 3.                                 | 54:30                              | 17:11                              |
| 1931/32   | Endrunde SOFV a                     |       | 1.                                 | 34:15                              | 18:20                              |
| 1931/32   | DM 1931/32                          |       | Achtelfinale                       | Achtelfinale                       | Achtelfinale                       |
| 1931/32   | A-Klasse Oberschlesien              | I     | 2.                                 | 48:20                              | 24:40                              |
| 1931/32   | Endrunde SOFV b                     |       | 1.                                 | 40:12                              | 18:20                              |
| 1931/32   | DM 1932/33                          |       | Viertelfinale                      | Viertelfinale                      | Viertelfinale                      |
| 1933/34   | Gauliga Schlesien                   | I     | 1.                                 | 53:24                              | 29:70                              |
| 1933/34   | DM 1933/34 Gr. A                    |       | 2.                                 | 12:13                              | 07:50                              |
| 1934/35   | Gauliga Schlesien                   | I     | 3.                                 | 57:32                              | 23:13                              |
| 1935/36   | Gauliga Schlesien                   | I     | 3.                                 | 33:28                              | 20:16                              |
| 1936/37   | Gauliga Schlesien                   | I     | 1.                                 | 46:24                              | 24:12                              |
| 1936/37   | DM 1936/37 Gr. A                    |       | 4.                                 | 12:20                              | 03:90                              |
| 1937/38   | Gauliga Schlesien                   | I     | 10.                                | 38:48                              | 13:23                              |
| 1938/39   | Bezirksklasse Oberschlesien         | II    | 1.                                 | 103:19                             | 41:30                              |
| 1939/40   | Gauliga Schlesien Gr. Oberschlesien | I     | 3.                                 | 28:22                              | 08:80                              |
| 1940/41   | Gauliga Schlesien                   | I     | 8.                                 | 46:54                              | 14:24                              |
| 1941/42   | Gauliga Oberschlesien               | I     | 5.                                 | 41:56                              | 18:18                              |
| 1942/43   | Gauliga Oberschlesien               | I     | 6.                                 | 31:43                              | 14:18                              |
| 1943/44 c | Gauliga Oberschlesien               | I     | 9.                                 | 30:56                              | 13:23                              |

|  | Oberschlesischer Fußballmeister                       |
|  | Südostdeutscher Fußballmeister / Gaumeister Schlesien |
|  | Aufstieg                                              |
|  | Abstieg                                               |

## Bekannte Spieler
- Josef Famula
- Lothar Grziwok
- Richard Malik, deutscher Nationalspieler
- Alois Pryssok
- Heinrich Skiba (als Jugendlicher)
- Wilhelm Struzina (als Jugendlicher)
- Hans Wratzlawek

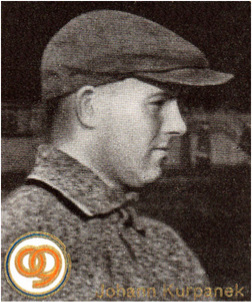
Stammtorhüter: Johann Kurpanek
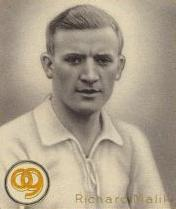
Deutscher Nationalspieler: Richard Malik
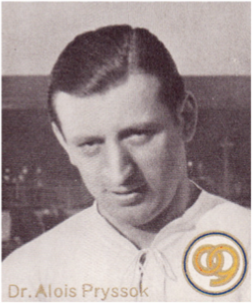
Deutscher Fußballspieler: Alois Pryssok

## Spielstätte
Der Spiel und Sportverein Beuthen 09 trug seine Heimspiele bis 1939 im Sportplatz Heinitzgrube, ab der Spielzeit 1940/41 im Beuthener Stadion (Hindenburg-Kampfbahn) aus. Das Stadion fasste 40000 Zuschauer. Der Zuschauerrekord (1941) lag bei 35000 Zuschauern.
- 1909–1914: An der Wandelhalle hinter der Promenade o. Moltkeplatz o. Am Pulverhäuschen
- 1914–1918: An der Hohenzollerngrube
- 1918–1939: An der Heinitzgrube
- 1939–1945: Beuthener Stadion / Hindenburg-Kampfbahn oder BBC-Platz oder Giesche-Kampfbahn